# Praktkatalpa
Praktkatalpa (Catalpa speciosa) är en art i familjen katalpaväxter. Förekommer i sydöstra USA. Den kan odlas på friland i delar av Sverige och anges som härdig i zon I.
Arten är svår att skilja från katalpa (C. bignonioides), men praktkatalpa har mer utdraget spetsiga blad och färre, större blommor och större frukter. Blomningstiden är också något tidigare hos praktkatalpan.

## Synonymer
För vetenskapliga synonymer, se .